# Sperrbezirk
Ein Sperrbezirk ist ein Gebiet, in dem die Prostitution überhaupt nicht oder nur zu bestimmten Tageszeiten ausgeübt werden darf. Grund ist häufig der Jugendschutz.
Umgangssprachlich wird der Sperrbezirk bisweilen fälschlich als „Sperrgebiet“ bezeichnet.

## Deutschland
Grundsätzlich ist die Prostitution in Deutschland erlaubt. Die Behörden eines Bundeslandes können jedoch die Ausübung der Prostitution in bestimmten Gebieten per Rechtsverordnung verbieten. Die Ermächtigungsgrundlage dafür ist Art. 297 des Einführungsgesetzes zum Strafgesetzbuch (EGStGB). Danach darf zum Schutz der Jugend oder des öffentlichen Anstandes verboten werden, der Prostitution nachzugehen:
- grundsätzlich (d. h. sowohl öffentlich als auch in Gebäuden)
  - in Gemeinden bis 20.000 Einwohnern im gesamten Gemeindegebiet (Art. 297 (1) 2.),
  - zwischen 20.000 und 50.000 Einwohnern ganz oder teilweise (Satz (1) 1.-2.),
  - bei mehr als 50.000 Einwohnern nur für einen bestimmten Teil der Gemeinde (Satz (1) 1.);
- auf öffentlichen Straßen usw.
  - unabhängig von der Größe der Gemeinde ganz oder teilweise (Satz (1) 3.),
  - in diesem Fall kann das Verbot auf bestimmte Tageszeiten beschränkt sein.

Der Begriff „nachgehen“ umfasst dabei die Prostitution selbst und auch Kontakt mit Kunden aufzunehmen.
Freier sind nach dem erwähnten Art. 297 EGStGB von den Verboten nicht betroffen. Viele Kommunen untersagen jedoch in örtlichen Polizeiverordnungen, Prostituierte in Sperrbezirken anzusprechen. Eine typische Formulierung lautet:

„Im Sperrbezirk ist es untersagt, zu Prostituierten Kontakt aufzunehmen, um sexuelle Handlungen gegen Entgelt zu vereinbaren.“

### Grundsätzliche Verbote

#### Baden-Württemberg
In Baden-Württemberg ist es laut der Verordnung der Landesregierung über das Verbot der Prostitution vom 3. März 1976 grundsätzlich verboten, der Prostitution in Gemeinden mit bis zu 35.000 Einwohnern nachzugehen. Damit ist lediglich in rund 46 Gemeinden in Baden-Württemberg die Prostitution zulässig. Der Erlass von einzelnen Sperrbezirksverordnungen bei Gemeinden über 35.000 Einwohner wird auf die vier Regierungspräsidien (Freiburg, Stuttgart, Karlsruhe, Tübingen) übertragen.

#### Bayern
In Bayern wird mit der Verordnung über das Verbot der Prostitution grundsätzlich verboten, der Prostitution in Gemeinden mit bis zu 30.000 Einwohnern nachzugehen. Damit ist lediglich in rund 34 Gemeinden in Bayern die Prostitution zulässig. Mit Zustimmung der Gemeinden können Gemeinden ganz oder teilweise von dem Verbot ausgenommen werden.

#### Thüringen
Mit der Thüringer Verordnung über das Verbot der Prostitution vom 24. April 1992 wird Prostitution in Thüringen in Gemeinden bis zu 30.000 Einwohner grundsätzlich verboten. Damit ist lediglich in rund zehn Gemeinden in Thüringen die Prostitution zulässig. Mit Zustimmung der Gemeinden können Gemeinden ganz oder teilweise von dem Verbot ausgenommen werden. Die Ermächtigung zum Erlass von Sperrbezirken wurde dem Thüringer Landesverwaltungsamt übertragen.

### Rechtsfolgen
Verstöße gegen Sperrbezirksverordnungen können als Ordnungswidrigkeit mit Bußgeld geahndet werden (§ 120 OWiG). Bei beharrlicher Zuwiderhandlung liegt eine Straftat vor, die gem. § 184f StGB mit Freiheitsstrafe bis zu sechs Monaten oder mit Geldstrafe bis zu einhundertachtzig Tagessätzen bestraft wird.

## Trivia
Die Spider Murphy Gang widmete sich dem Münchener Sperrbezirk mit dem Lied Skandal im Sperrbezirk.